# Karl Staab
Karl Staab (* 25. April 1892 in Zellingen; † 20. August 1974 in Würzburg) war ein römisch-katholischer Geistlicher, Theologe und Exeget.

## Leben
Karl Staab empfing am 7. August 1914 die Priesterweihe. Bis 1925 war er Kaplan in Würzburg und promovierte 1922 zum Dr. theol. in Rom. 1925 habilitierte er sich für neutestamentliche Exegese an der Ludwig-Maximilians-Universität München und war dort als Privatdozent tätig.
Am 1. Mai 1929 wurde er ordentlicher Professor für neutestamentliche Exegese und biblische Hermeneutik an der Julius-Maximilians-Universität Würzburg, später auch Dekan der Theologischen Fakultät der Universität Würzburg. 1957 wurde er emeritiert.
Er war während seiner Professur Kommorant in Würzburg; 1964 wurde er zum Päpstlichen Hausprälaten ernannt. Er wurde mit einer Ehrendoktorwürde (Dr. iur. h. c.) ausgezeichnet.
Er war seit 1910 Mitglied der katholischen Studentenverbindung KDStV Thuringia Würzburg im CV.
Staab hat zahlreiche Werke veröffentlicht, darunter als Mitherausgeber das Regensburger Neues Testament und die sogenannte Echter-Bibel und zusammen mit Franz-Adam Göpfert ein dreibändiges Werk über Moraltheologie.

## Auszeichnungen
- 1964: Bayerischer Verdienstorden

## Schriften (Auswahl)
- Paulus-Katenen aus der griechischen Kirche. Münster i. W. 1933.
- Regensburger Neues Testament (10 Bde.) Gregorius-Verlag vorm. Friedrich Pustet, Regensburg, Herausgegeben von Alfred Wikenhauser und Otto Kuß in Verbindung mit Joseph Freundorfer, Johann Michl, Josef Schmid und Karl Staab.[1]

Band 7: Die Thessalonicherbriefe – Die Gefangenschaftsbriefe, übersetzt und erklärt von Karl Staab. Pustet, Regensburg 1950, 3. umgearbeitete Auflage 1959.
- Echter-Bibel, Briefe an die Epheser, Philipper, Kolosser und Thessalonicher. Würzburg, Echter-Verlag, 1954.
- Die Unauflöslichkeit der Ehe und die sog. „Ehebruchsklauseln“ bei Mt 5,32 und 19,9. Festschrift für E. Eichmann. Paderborn 1940, S. 435–452.